# Powiat Szentgotthárd
Powiat Szentgotthárd (węg. Szentgotthárdi járás) – jeden z jedenastu powiatów komitatu Vas na Węgrzech. Siedzibą władz jest miasto Szentgotthárd.

## Miejscowości powiatu Szentgotthárd
- Alsószölnök
- Apátistvánfalva
- Csörötnek
- Felsőszölnök
- Gasztony
- Kondorfa
- Kétvölgy
- Magyarlak
- Nemesmedves
- Orfalu
- Rábagyarmat
- Rátót
- Rönök
- Szakonyfalu
- Szentgotthárd
- Vasszentmihály[1]